# Roteck (Schwarzwald)
Das Roteck ist ein 1156,1 m ü. NHN hoher Berg im südlichen Schwarzwald. 

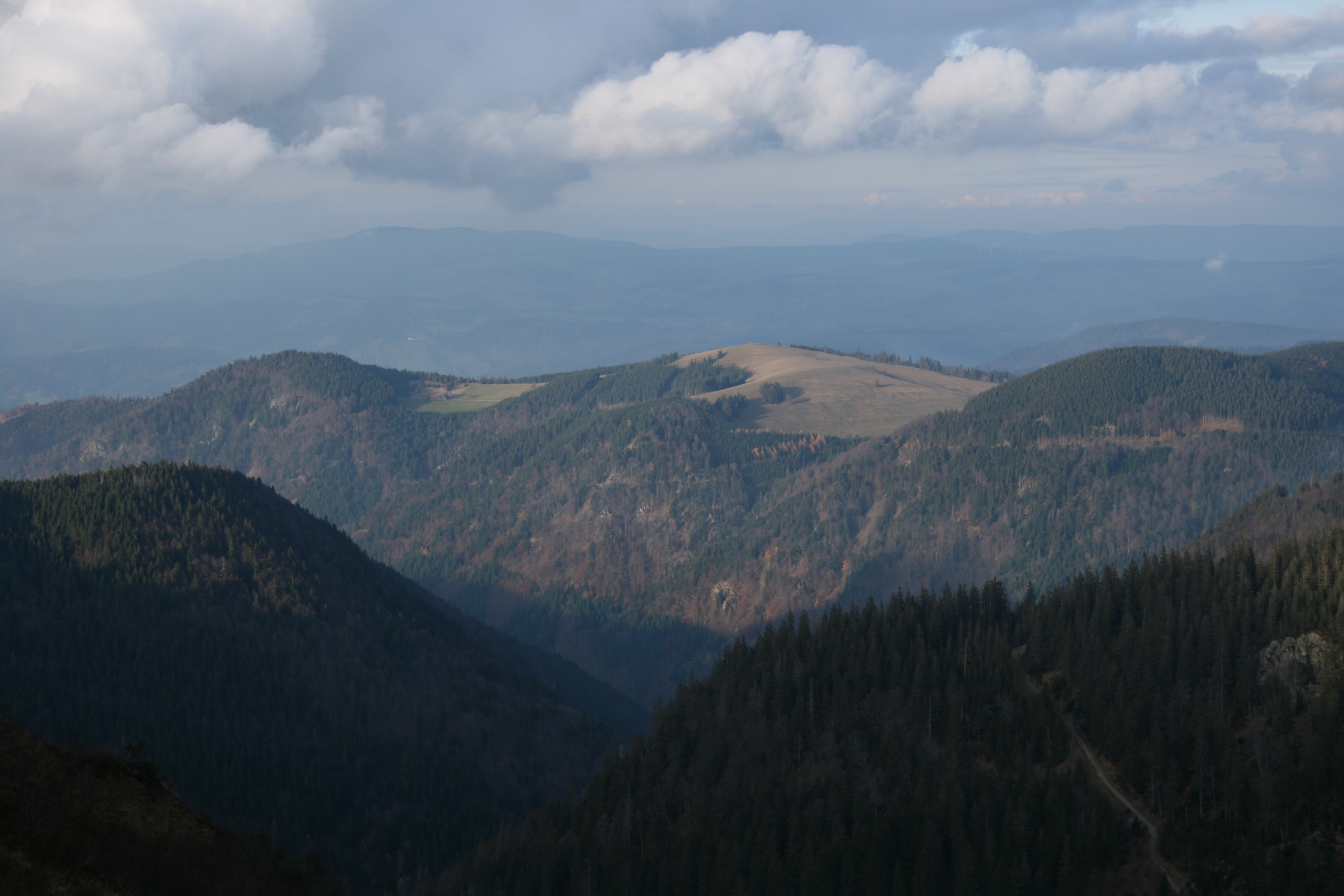
Hinterwaldkopf (Mitte) und Roteck (links) über dem Zastlertal

Er liegt im südöstlichen Einzugsgebiet der Dreisam östlich von Freiburg im Breisgau zwischen Kirchzarten und Hinterzarten auf der Gemarkung von Oberried. Im Norden begrenzt ihn das Höllental, im Süden das Zastlertal. Nahegelegene Ortschaften sind Kirchzarten, Falkensteig (zu Buchenbach) und Hinterzarten.
Das Roteck ist der niedrigere, aber steilere nordwestliche Nachbargipfel des Hinterwaldkopfes in der südlichen Gebirgsumrahmung des Zartener Beckens. Teile des östlichen Gipfelbereichs gehören zur Weidefläche des Hinterwaldkopfes. Hier passiert auch ein vom Schwarzwaldverein markierter Feldberg-Aufstieg den Roteck-Gipfel. Dieser Wanderweg passiert auch die auf der Nordseite gelegene, von Falkensteig aus anfahrbare Höfener Hütte, eine Almwirtschaft mit saisonaler Gastronomie. Der Gipfel ist bewaldet wie auch die felsige, fast 600 Meter tief zum Zastlertal abstürzende Südwestflanke mit Blockhalden und naturnahem Wald.